# Porothamnium decompositum
Porothamnium decompositum là một loài rêu trong họ Neckeraceae. Loài này được (Brid.) M. Fleisch. mô tả khoa học đầu tiên năm 1925.